# Ovidie

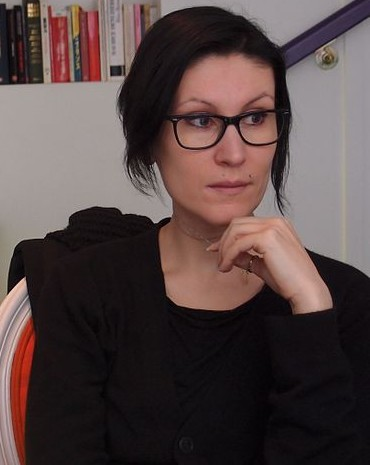
Ovidie (2014)

Ovidie (* 25. August 1980 als Eloïse Becht in Lille, Frankreich) ist eine französische Schauspielerin (zwischen 1999 und 2002 vor allem in Pornofilmen), Regisseurin, Schriftstellerin und Filmproduzentin.

## Wirken
Als ehemalige Philosophiestudentin hat Ovidie sich einige Jahre für den anarchischen Antifaschismus engagiert, insbesondere durch ihre Mitgliedschaft bei SCALP, denen sie laut Interviews mit der Nouvelle Droite nicht mehr angehört. Mittlerweile bezeichnet sie sich als apolitisch.
Ovidie ist die Autorin des Buches Porno Manifesto, verlegt von Flammarion und La Musardine, das die vorhandenen Vorstellungen vom Pornogewerbe in Frage stellt, die von ihr als „Intello du X“ bezeichnet werden. Sie definiert sich selbst als sex-positive Feministin. Als aktive Darstellerin hat sie Analverkehr abgelehnt und auf der Verwendung von Präservativen beim Dreh bestanden.
Dann wechselte sie hinter die Kamera. Anschließend ist sie in einigen nichtpornographischen Rollen aufgetreten: Der Pornograph von Bertrand Bonello, 2001 ausgezeichnet mit dem Kritikerpreis in Cannes, Mortel Transfert von Jean-Jacques Beineix, All About Anna produziert von Lars von Trier und La nuit transfigurée vom Fantasy-Regisseurs Jean Rollin. Ovidie drehte ihren ersten eigenen Dokumentarfilm 2006. Im April 2006 führte sie für V.Communications Regie bei dem neuen Pornofilm Les Concubines, Co-Autorin war Véronique Lefay.
Über Ovidie haben sowohl das englische Time Magazine als auch die französischen Filmzeitschriften Synopis und Le Film français berichtet. Sie erhielt für ihre Arbeit als Darstellerin und Regisseurin sieben Preise, darunter 2001 den Ehrenpreis des Hot d’Or und für Orgie en noir den Hot d’Or für das beste Drehbuch.

## Ausgewählte Filme
als Darstellerin/Schauspielerin:
- 2000: XYZ, John B. Root
- 2000: Ovidie, Clarisse Hahn (Dokumentation)
- 2001: La Fête à Gigi, Alain Payet
- 2001: Claudine, Martin Cognito
- 2001: Der Pornograph (Le Pornographe), Bertrand Bonello
- 2002: Orgasmus n°2, John B. Root
- 2003: Les Plombiers, Wesley Mrozinki
- 2005: All About Anna, Jessica Nilsson

als Regisseurin:
- 2000: Orgie en noir, Marc Dorcel productions
- 2001: Lilith, Marc Dorcel productions
- 2003: Sexualité mode d’emploi, en 3 volumes, Blue One
- 2004: Premières expériences, Dorcel Productions
- Le Point G (Dokumentarfilm), V.communications
- 2006: Les Concubines, V.Communications
- 2017: Pornocracy – Die digitale Revolution der Pornobranche (Original: Pornocratie: Les nouvelles multinationales du sexe), Dokumentation über Pornografie im Internet
- 2017: Wo Sexarbeiterinnen keine Rechte haben (Original: Là où les putains n’existent pas), Dokumentation über Eva Marree Kullander Smith

## Veröffentlichungen
- Ovidie: Porno Manifesto. Flammarion, 2002, ISBN 2-08-068344-6 (fr.)
- Hugo Ovidie: In sex we trust. Backstage. La Musardine, 2004, ISBN 2-84271-202-1 (fr.)
- Hugo Ovidie: In sex we trust. On stage. Alixe, 2004, ISBN 2-911902-12-2 (fr.)
- Ovidie: Osez... tourner votre film X. La Musardine, 2005, ISBN 2-84271-282-X (fr.)
- Ovidie und Maria Michela Marzano: Le Corps. Films X : Y jouer ou y être entretien avec Michela Marzano. Autrement, 2005, ISBN 2-7467-0654-7 (fr.)
- Ovidie: Osez découvrir le point G. La Musardine, 2006, ISBN 2-84271-286-2 (fr.)
- Ovidie: Osez l’amour pendant la grossesse. La Musardine, 2007, ISBN 2-84271-298-6 (fr.)